# 韦尔滕蒂杜莱留
韦尔滕蒂杜莱留是巴西伯南布哥州的一个市镇。总面积81.117平方公里，总人口7509人，人口密度92.6人/平方公里。